# Samuel John Forster (Richter)
Samuel John Forster (* 12. September 1912; † nach 1970) war ein gambischer Richter und Fußballfunktionär.

## Leben
Nach der Gründung der Gambia Football Association (GFA) 1952 in Gambia wurde 1955 Forster  zum ersten Präsidenten des Fußballverbandes ernannt. 1956 trat Baboucarr Semega-Janneh, der erste gewählte Präsident der GFA, sein Amt an. Forster gehörte anschließend der Führung der GFA nicht mehr als Exekutivmitglied an.
In den 1960er und 1970er Jahren war er als Richter in Sierra Leone am Supreme Court tätig.

## Familie
Forster  war Sohn des Politikers Sir Samuel John Forster (1873–1940) und Neffe von E. F. Small. John R. Forster (* vor 1912; † 1977) war sein älterer Bruder. Er heiratete 1947 Latilewa Christiana Hyde (auch Lati Hyde-Forster; 1911–2001), sie starb an dem Tag an dem ihr verstorbener Mann, Samuel John Forster, 89-jährig geworden wäre.

## Auszeichnungen und Ehrungen
Richter Sam Forster  wurde 2003 von der Gambia National Olympic Committee (GNOC) für seine Leistung im Fußball posthum ausgezeichnet.